# 三輪夏紀
三輪 夏紀（みわ なつき、6月5日 - ）は、日本の声優、女優。三重県出身。リマックス所属。

## 人物
特技は英語の発音、三重弁、バドミントンをそれぞれ挙げている。
趣味は歌、月を見ること、舞台鑑賞をそれぞれ挙げている。
資格は実用英語技能検定2級、国際コミュニケーション英語能力テスト750、ビジネス能力検定試験3級をそれぞれ持っている。

## 出演
太字はメインキャラクター。

### テレビアニメ
2018年
- 天狼 Sirius the Jaeger（娼婦）
- ガンダムビルドダイバーズ（教師）
- 七星のスバル（悪ガキたち）
- アイドルマスター SideM 理由あってMini!（MC）
- ゴールデンカムイ（2018年 - 2020年、アイヌの女たち、釧路の女性たち） - 2シリーズ
- やがて君になる（女性スタッフ）

2019年
- 女子高生の無駄づかい（小学生）
- 慎重勇者〜この勇者が俺TUEEEくせに慎重すぎる〜（町人）
- あひるの空（2019年 - 2020年、保健室の先生、女性教師）
- Fairy gone フェアリーゴーン（フザンの女性）

2020年
- ソマリと森の神様（ハライソの村人）
- 異種族レビュアーズ（スターフィールド）
- 白猫プロジェクト ZERO CHRONICLE（村人E）
- グレイプニル（ほのかの叔母）
- とある科学の超電磁砲T（女性）
- アイドリッシュセブン Second BEAT!（通行人B）
- ひぐらしのなく頃に業（相談員）
- A3!（観客）

2021年
- たとえばラストダンジョン前の村の少年が序盤の街で暮らすような物語（ソフラ）
- 86-エイティシックス-（女性キャスター）
- BLUE REFLECTION RAY/澪（司会者）
- 舞妓さんちのまかないさん（舞妓、老婦人）
- 境界戦機（斎藤母）

2022年
- ヒーラー・ガール（矢野先生）

2023年
- 【推しの子】（MEMちょの母）

2025年
- Dr.STONE SCIENCE FUTURE（職員）
- ざつ旅-That's Journey-（女将）

### 劇場アニメ
- 劇場版Infini-T Force/ガッチャマン さらば友よ（2018年、女性オペレーター）
- ゼノンザード THE ANIMATION（2019年、女子）
- サイダーのように言葉が湧き上がる（2021年）

### Webアニメ
- いたずら魔女と眠らない街（2017年、母親）
- 夜の国（2021年、千夜の母[5]）

### ゲーム
2016年
- 777ファイター（木村舞子）
- 天空のクラフトフリート（織田信長、武田信玄）
- 編隊少女 -フォーメーションガールズ-（八洲島みやこ、ペタ・タウンゼント）

2017年
- エンドライド -X fragments-
- コード・オブ・ジョーカー THE AGENTS

2018年
- 白猫プロジェクト（ルーンナイト 他）
- ファイトリーグ（ティース・ポリッシュ）

2023年
- サクライグノラムス（時織部）

### ドラマCD
- アルスラーン戦記 風塵乱舞
- とある魔術の電脳戦機〜とある祭りの三つ巴

### デジタルコミック
- けだまのゴンじろー

### 吹き替え

#### 映画
- ラスト・シフト/最期の夜勤（キティ・ペイモン〈サラ・スカルコ〉、母親）
- シャークトパスVS狼鯨（キャッシー[13]）
- パーフェクトマン 完全犯罪（アリス・フルサック〈アナ・ジラルド〉）
- ゴールデンスランバー（トチーム長〈イ・ハンナ〉[14]）

#### ドラマ
- MI-5 英国機密諜報部（ハナ）

#### アニメ
- キャノンバスターズ（娼婦[15]）
- レゴフレンズ 友達とのステキな物語はじまる（リアン）

### VP
- 横浜トヨペットのあゆみ
- ファームノート
- 東洋食品
- バンダイナムコゲームス
- 常和ホールディングス

### CM
- CRサイボーグ009 vs デビルマン（ラジオCM）
- H.I.S.impressoイタリア編インフォマーシャル（FOXチャンネル）
- ソニー デジタルカメラ
- コールダイレクト災害保険

### 舞台
- 劇団イノコリ 5周年記念公演 いのこり
- リマックス新人公演 ゼブラ
- 札幌ハムプロジェクト
  - メガトンキッス
  - 幕末サムライヌード

### その他コンテンツ
- 富士通ラーニングメディア eラーニング
- 京成電鉄 コンプライアンス教育動画
- CEATEC JAPAN2016ホンダブース
- ケアネット
- トータルスイスジャパン
- 大塚製薬 凹凸アイWEBムービー
- アート引越センター Webムービー「未来だって引越しはアート編」（男の子[16]）
- 京KOKO Welcome Center イメージキャラクター